# Arsia Mons

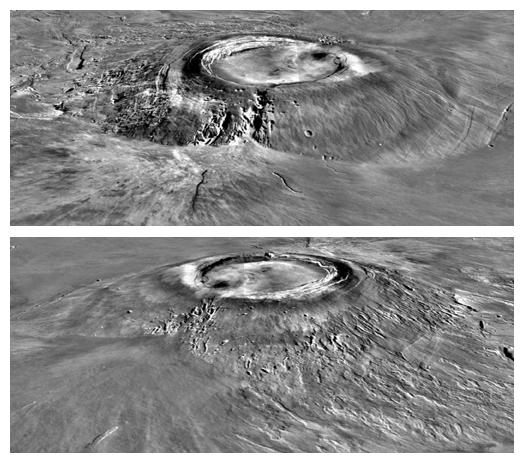
Imagine realizată de echipa științifică NASA/MOLA

Arsia Mons este mai sudic dintre cei trei vulcani (împreună cunoscuți sub denumirea Tharsis Montes) aflați pe movila Tharsis în apropiere de ecuatorul planetei Marte. În nordul său este Pavonis Mons și mai în nord Ascraeus Mons. Cel mai înalt munte din sistemul solar, Olympus Mons, este la nord-vest. Numele său vine de la caracteristica albedoului corespunzător pe o hartă a lui Giovanni Schiaparelli, pe care l-a numit, la rândul său, după legendara pădure romană Arsia Silva. Arsia Mons are aproximativ 435 km în diametru, o înălțime de peste 9 km. Cu excepția lui Olympus Mons, Arsia Mons este cel mai mare vulcan ca volum. 

## Galerie de imagini

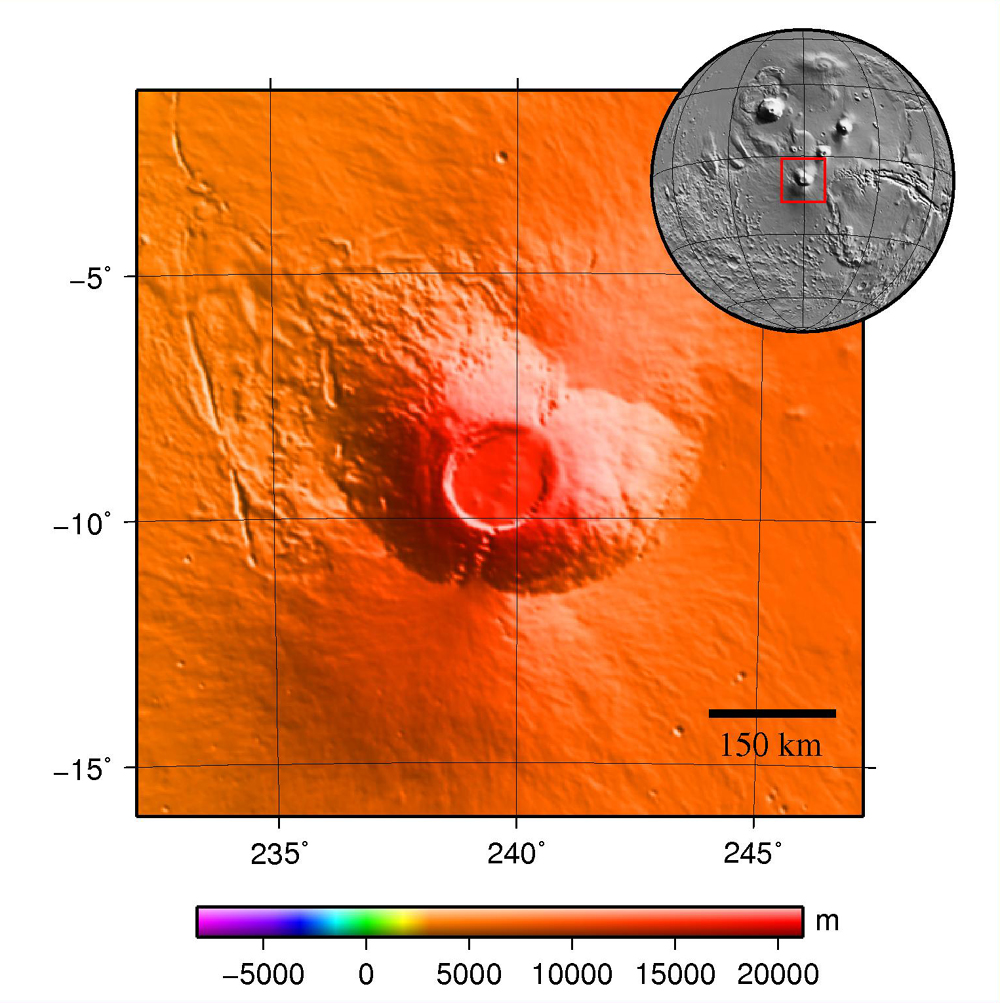
Arsia Mons, harta topografică
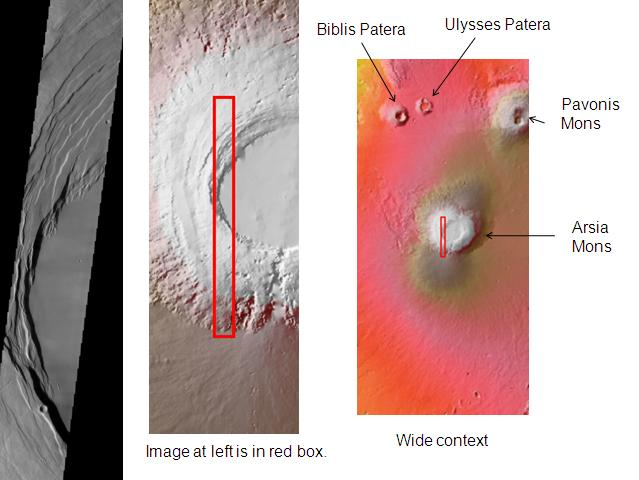
Arsia Mons, văzută de THEMIS. Faceți clic pe imagine pentru a vedea relația lui Arisia Mons cu alți vulcani din apropiere.
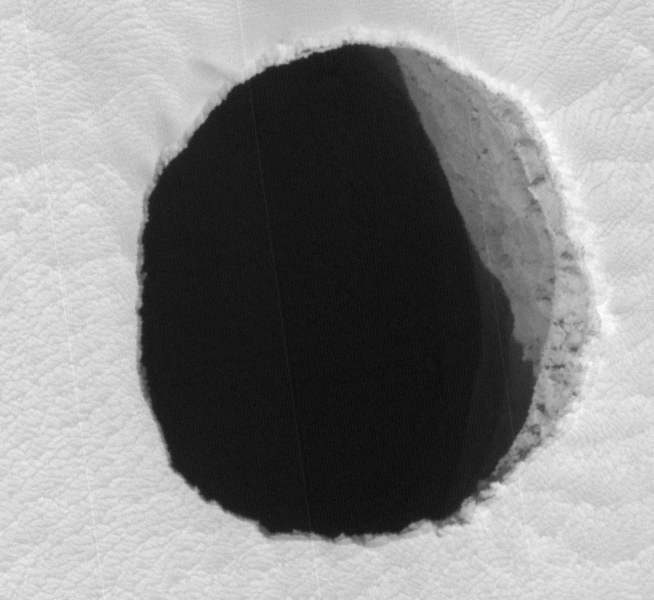
Posibilă intrare în peșteră ("Jeanne") pe Arsia Mons
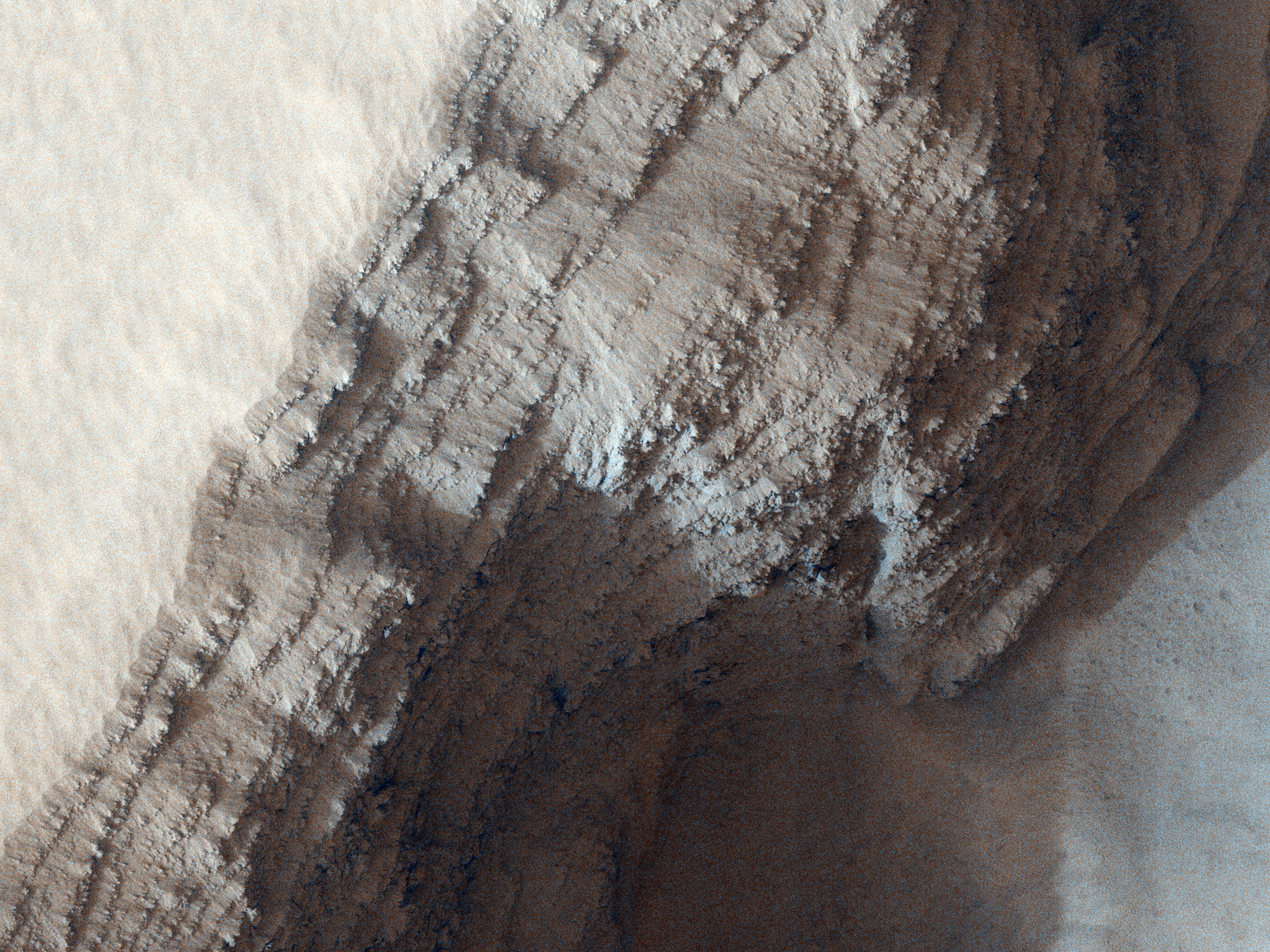
Straturile din multe fluxuri de lavă sunt vizibile într-o groapă din flancul inferior de vest al Arsiei Mons (foto de HiRISE).
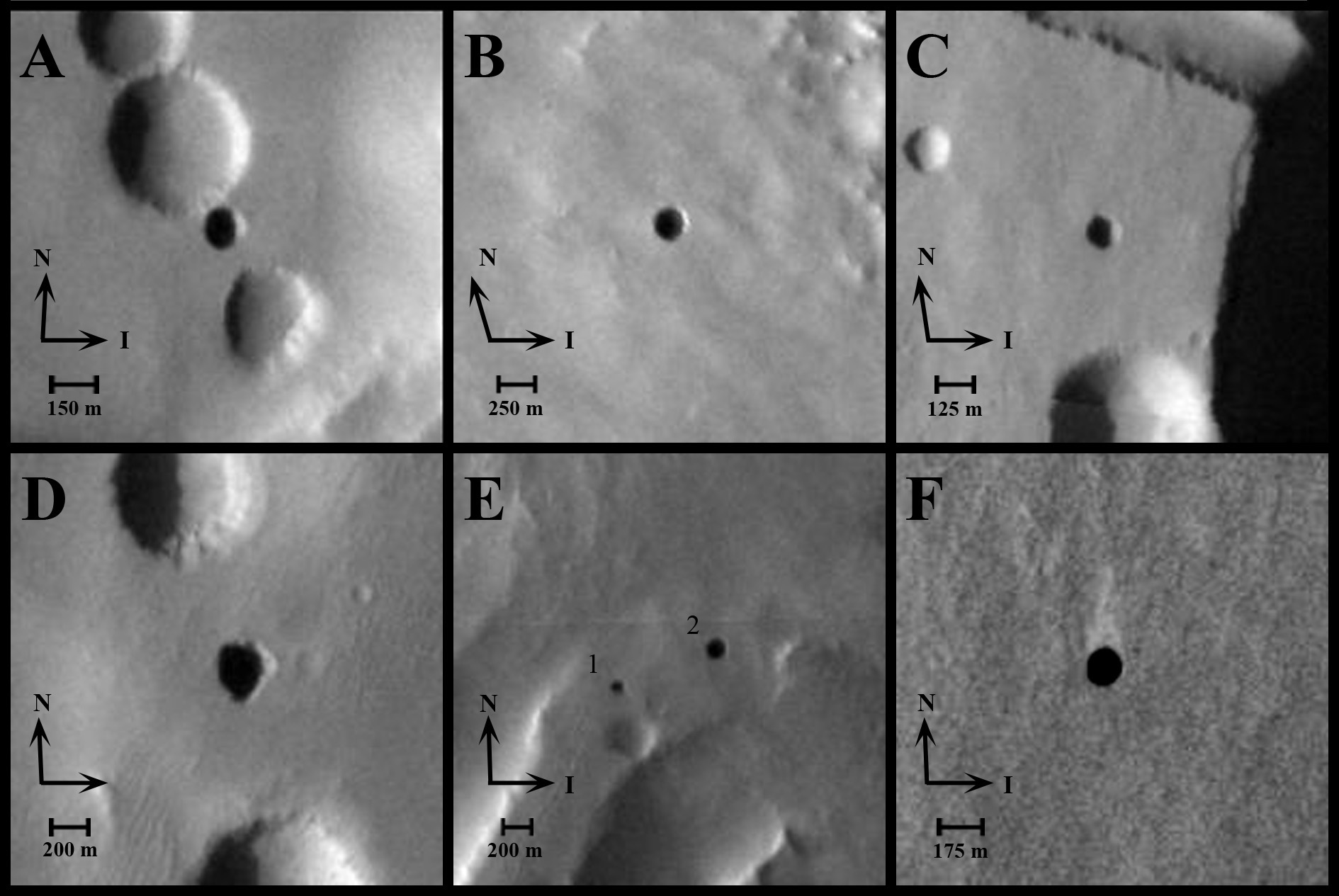
Imaginea THEMIS a intrărilor de peșteri pe Marte. Gropile au fost numite (A) Dena, (B) Chloe, (C) Wendy, (D) Annie, (E) Abby (stânga) și Nikki și (F) Jeanne.
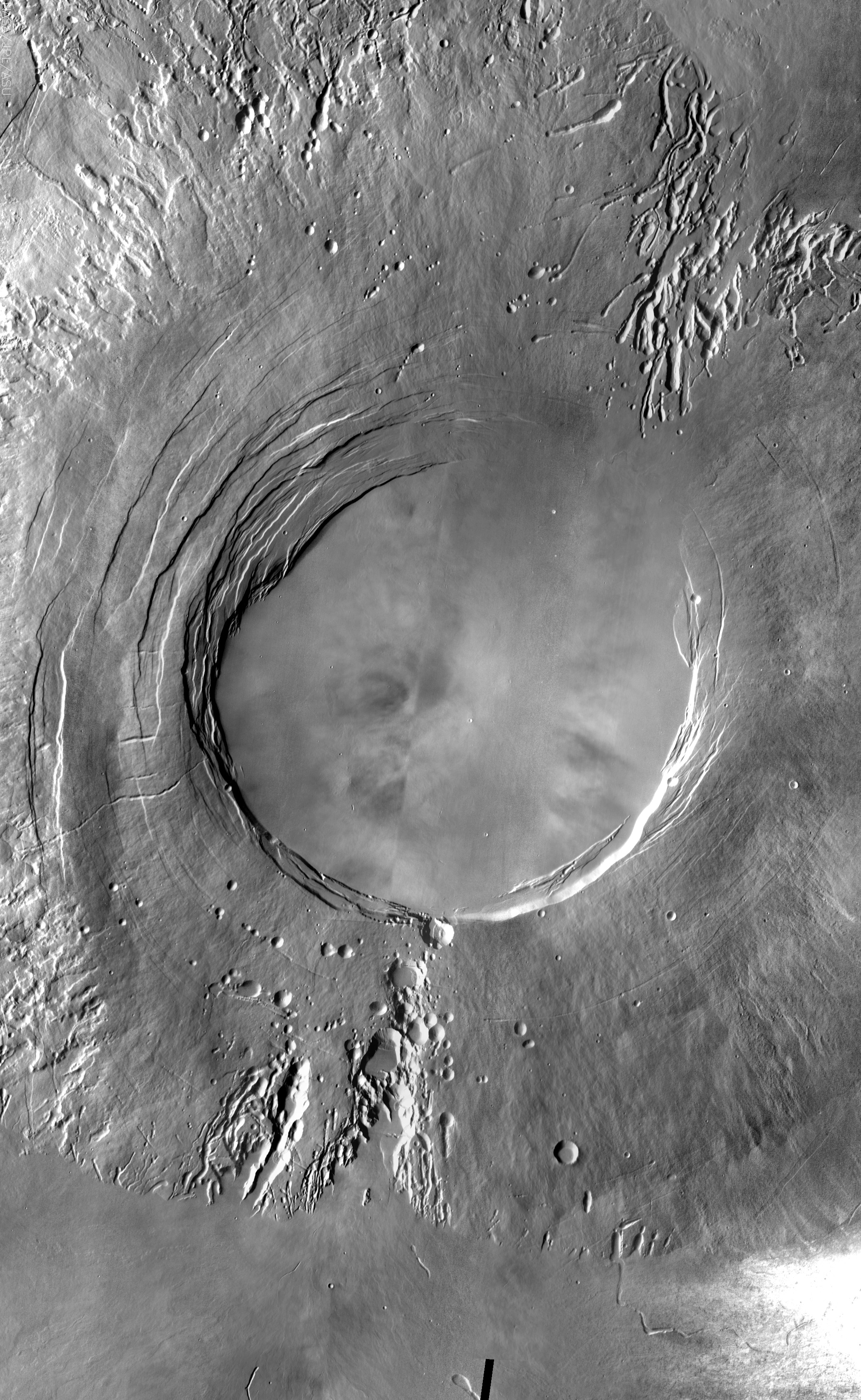
Imaginea mozaică a lui Arsia Mons pe Marte